# Alan Gilzean
Alan John Gilzean (* 23. Oktober 1938 in Coupar Angus, Perth and Kinross; † 8. Juli 2018 in Weston-super-Mare) war ein schottischer Fußballspieler. Als Mittelstürmer gewann er zunächst mit dem FC Dundee 1962 die schottische Meisterschaft, bevor es ihn als Rekordtorschütze zwei Jahre später in die englische Eliteliga zog. Dort gewann er für Tottenham Hotspur sowohl den FA Cup als auch den UEFA-Pokal und ist bis heute in Pflichtspielen der siebterfolgreichste Torschütze in der Geschichte der „Spurs“.

## Sportlicher Werdegang

### FC Dundee (1957–1964)
Gilzean erlernte das Fußballspielen zunächst bei den kleinen Klubs „Coupar Angus Juveniles“ und „Dundee Violet“, bevor er sich im Januar 1956 als 17-jähriger Amateur dem FC Dundee anschloss. Zu Beginn der Saison 1957/58 unterschrieb er dort seinen ersten Profivertrag und entwickelte sich als Mittelstürmer zu einem zentralen Spieler der aufstrebenden Mannschaft, die sich aufmachte, den beiden dominierenden Vereinen aus Glasgow (Celtic und Rangers) eine ernsthafte Konkurrenz zu sein. Gilzean schoss bis 1964 in der schottischen Liga mehr als 100 Tore und war maßgeblich daran beteiligt, dass die „Dunkelblauen“ 1962 die bis heute einzige schottische Meisterschaft in der Vereinsgeschichte gewannen. Weitere Achtungserfolge gelangen mit dem Einzug ins Halbfinale des europäischen Landesmeisterwettbewerb in der anschließenden Saison sowie ein weiteres Jahr später das Erreichen des Endspiels im schottischen Pokal, das schließlich mit 1:3 gegen die Glasgow Rangers verloren ging.
Am 7. November 1963 gab Gilzean, der zuvor bereits drei Mal für die U23 seines Landes und für eine Ligauswahl gespielt hatte, seinen Einstand für die schottische Nationalmannschaft, blieb aber trotz des 6:1-Kantersiegs gegen Norwegen dort noch ohne eigenen Treffer. In den folgenden zwölf Monaten absolvierte er vier weitere Länderspiele und machte besonders bei einem Benefizspiel an der White Hart Lane auf sich aufmerksam. Dort schoss er zwei Tore für eine schottische Auswahlmannschaft, die gegen Tottenham Hotspur nach dem tragischen Tod des Schotten und Spurs-Spielers John White im Juli 1964 angetreten war.

### Tottenham Hotspur (1964–1974)
Durch seine gute Leistung im Wohltätigkeitsspiel weckte er nachhaltig das Interesse der Spurs, die noch auf der Suche nach einem Nachfolger für den langjährigen Mittelstürmer Bobby Smith waren. Bereits im Dezember 1964 wechselte Gilzean für eine Ablösesumme in Höhe von 72.500 Pfund in den Norden Londons und kam am 19. Dezember 1964 in einem Heimspiel gegen den FC Everton zu seinem Debüt. Schnell fand er sich in seiner neuen Mannschaft zurecht und aus dem ehemals „schlichten“ Torjäger wurde immer mehr ein spielerisch anspruchsvoller und kreativer Offensivspieler, der vor allem eine ideale Ergänzung und Vorbereiter für Publikumsliebling Jimmy Greaves war. Gilzean gewann 1967 den FA Cup und blieb auch weiter Stammspieler, obwohl ihm im Januar 1968 mit der Verpflichtung von Martin Chivers aus Southampton hochkarätige Konkurrenz an die Seite gestellt wurde.
Als Greaves im März 1970 zu West Ham United wechselte, bildete Gilzean mit Chivers ein neues Sturmduo, das ähnliche Torausbeuten wie zuvor mit Greaves vorweisen konnte. In einer neuen Hochphase des Vereins zu Beginn der 1970er Jahre gewann Gilzean neben zwei Ausgaben des Ligapokals (1971 und 1973) noch den UEFA-Pokal (1972). In seiner letzten Saison 1973/74 für die Spurs stand Gilzean kurz vor der Wiederholung des UEFA-Pokal-Erfolgs, verlor dann aber im Finale gegen Feyenoord Rotterdam.
Nachdem Gilzean während einer Vereinstour nach Mauritius seinen Rücktritt angekündigt hatte, wurde er im November 1974 aufgrund seiner zehnjährigen Beschäftigung für Tottenham Hotspur mit einem Abschiedsspiel belohnt. Für Schottland absolvierte er bis 1971 noch 17 weitere Partien und kam somit auf insgesamt 22 Länderspiele, in denen ihm zwölf Tore gelangen. Nach seinem Rücktritt von der „großen Bühne“ spielte er noch drei Monate in Südafrika und kehrte nach England zurück, um dort Stevenage Borough zu trainieren. Ein dauerhafter Wechsel auf die Trainerbank blieb jedoch aus und Gilzean arbeitete nach der aktiven Laufbahn für ein Transportunternehmen, das in Enfield nur unweit von der White Hart Lane entfernt lag.

## Erfolge
- Schottischer Meister: 1962
- UEFA-Pokal-Sieger: 1972
- FA-Cup-Sieger: 1967
- Englischer Ligapokalsieger: 1971, 1973